# Tepozán de Miranda
Tepozán de Miranda är en ort i Mexiko.   Den ligger i kommunen Encarnación de Díaz och delstaten Jalisco, i den centrala delen av landet, 400 km nordväst om huvudstaden Mexico City. Tepozán de Miranda ligger 1 979 meter över havet och antalet invånare är 173.
Terrängen runt Tepozán de Miranda är platt åt sydväst, men åt nordost är den kuperad. Terrängen runt Tepozán de Miranda sluttar västerut. Runt Tepozán de Miranda är det ganska tätbefolkat, med 56 invånare per kvadratkilometer. Närmaste större samhälle är Encarnación de Díaz, 17,6 km nordväst om Tepozán de Miranda. I omgivningarna runt Tepozán de Miranda växer huvudsakligen savannskog.